# Норте Чико
Норте Чико цивилизација (такође Карал или Карал-Супе цивилизација )  била је сложено друштво пре колумбијске епохе, које је обухватало тридесетак главних популационих центара у садашњем северу централног приморског Перуа. Цивилизација је процветала између четвртог и другог миленијума пре нове ере, формирањем првог града који је углавном датирао око 3500. године пре нове ере, на Хуариканги, у подручју Форталеза. Од 3100. године пре нове ере велика обимна насеља и комунална градња постају очигледна  и то је трајало све до периода пада око 1800. године пре нове ере. Од раног 21. века успостављена је као најстарија позната цивилизација у Америци.
Ова цивилизација је цветала дуж три реке, Форталеза, Пативилка и Суп. Свака од ових речних долина има велике групе локација. Даље на југу, постоји неколико повезаних локација дуж реке Уора. Алтернативно име, Карал-Суп, потиче од града Карал у долини Супа, великог и добро проученог локалитета Карал-Суп. Сложено друштво у Карал-Супу настало је миленијум након Сумера у Месопотамији, било је истовремено са египатским пирамидама и претходило је мезоамеричким Олмецима скоро два миленијума.
У археолошкој номенклатури, Карал-Суп је предкерамичка култура преколумбијског касног архаика; потпуно је недостајала керамика и нису сачувани докази о визуелној уметности. Најимпресивније достигнуће цивилизације била је њена монументална архитектура, укључујући велике земљане платформе и потопљене кружне тргове. Археолошки докази сугеришу употребу текстилне технологије и, могуће, обожавање симбола уобичајених божанстава, оба од којих се понављају у предколумбијским андским културама. Претпоставља се да је софистицирана влада била потребна за управљање древним Каралом. Остају питања око његове организације, посебно утицаја прехрамбених ресурса на политику.
Археолози су били свесни древних локалитета у овој области најмање од 1940-их; рани радови су се одвили у Асперу на обали, локалитету идентификованом још 1905, а касније у Каралу, даље у унутрашњости. Крајем 1990-их, перуански археолози, предвођени Рут Шедијем, пружили су прву опсежну документацију о цивилизацији са радом у Каралу. Рад у часопису Science из 2001. године, који пружа преглед истраживања Карала, и чланак из 2004. године у Nature, који описује теренски рад и радиоугљенично датирање широм ове области, откривају пун значај Карал-Супа и доводе до широког интересовања.

## Историја и географија
Датирање локалитета Карал-Суп померило је процењени датум почетка сложених друштава у перуанском региону за више од хиљаду година. Култура Чавина, око 900. године пре нове ере, раније се сматрала првом цивилизацијом овог подручја. Редовно се и даље погрешно наводи као таква у општим радовима.
Откриће Карал-Супа је такође померило фокус истраживања са планинских области Анда и низија поред планина (где су Чавини, а касније Инке, имали своје главне центре) на перуанске литоралне или приобалне регионе. Карал се налази у северно-централном делу обале, отприлике 150 до 200 km северно од Лиме, грубо омеђен долином Лурин на југу и долином Касма на северу. Он обухвата четири обалске долине: Уора, Суп, Пативилка и Форталеза. Позната налазишта су концентрисана у последње три, које деле заједничку обалску равницу. Три главне долине покривају само 1.800 km², и истраживања су нагласила густину насељених центара.
Перуанско приморје се чини „невероватним, чак и аберантним“ кандидатом за „исконски“ развој цивилизације, у поређењу са другим светским центрима. Изузетно је сушно, ограничено са две кишне сенке (које изазивају Анди на истоку, и пацифички пасати на западу). Регион је испрекидан са више од 50 река које носе отапање снега у Андима. Развој широко распрострањеног наводњавања из ових извора воде сматра се одлучујућим за настанак Карал-Супа; пошто је сва монументална архитектура на различитим локацијама пронађена у близини канала за наводњавање.
Радиоугљенични рад Џонатана Хаса и других открио је да 10 од 95 узорака узетих у областима Пативилка и Форталеза потиче од пре 3500. године пре нове ере. Најстарији, који потиче из 9210. године п. н. е., пружа „ограничене индикације“ људског насељавања током претколумбовског раног архајског доба. Два датума из 3700. п. н. е. су повезана са комуналном архитектуром, али су вероватно аномални. Од 3200. године пре нове ере јасно су уочљива људска насеља великих размера и комунална изградња. Ман, у једном прегледу литературе из 2005. године, предлаже „негде пре 3200. године пре нове ере, а вероватно и пре 3500. године п. н. е.“ као датум почетка формативног периода Карал-Супа. Он примећује да је најранији датум засигурно повезан са градом 3500 година пре нове ере, у Хуариканги, у области Форталеза на северу, на основу Хасових датума.
Хасови датуми из раног трећег миленијума сугеришу да се развој приобалних и копнених локација одвијао паралелно. Али, од 2500. до 2000. године пре нове ере, током периода највеће експанзије, становништво и развој су се одлучно померили ка унутрашњости. Сав развој се очигледно догодио на великим унутрашњим локацијама као што је Карал, иако су они остали зависни од рибе и шкољки са обале. Врхунац у датумима је у складу са Шадијевим датумима у Каралу, који показују настањење од 2627. п. н. е. до 2020. године п. н. е.. Међутим, остаје спорно да су се приобалне и унутрашње локације развијале у тандему.

### Утицај
Око 2200. године пре нове ере утицај цивилизације Норте Чико проширио се далеко дуж обале. На југу је ишао чак до долине Шилон и места Ел Параисо. На северу се ширио до долине реке Санта.
Око 1800. године пре нове ере, цивилизација Карал-Суп је почела да опада, са снажнијим центрима који су се појавили на југу и северу дуж обале, и на истоку унутар појаса Анда. Успех пољопривреде засноване на наводњавању у Карал-Супу можда је допринео њеном окончању. Професор антропологије Винифред Кример са Универзитета Северни Илиноис примећује да „када је ова цивилизација пропадала, почели су да се јављају опсежни канали даље на северу. Људи су се селили на плодније тло и са собом носили своје знање о наводњавању“. Прошло је хиљаду година пре успона следеће велике перуанске културе, Чавина.